# Лаграс (кантон)
Лагра́с (фр. Lagrasse) — кантон во Франции, находится в регионе Лангедок — Руссильон, департамент Од. Входит в состав округа Каркасон.
Код INSEE кантона — 1118. Всего в кантон Лаграс входят 18 коммун, из них главной коммуной является Лаграс.

## Коммуны кантона
| Коммуна           | Население, чел. (1999) | Почтовый индекс | Код INSEE |
| ----------------- | ---------------------- | --------------- | --------- |
| Аркет-ан-Валь     | 96                     | 11220           | 11016     |
| Виллар-ан-Валь    | 30                     | 11220           | 11414     |
| Вильтритуль       | 33                     | 11220           | 11440     |
| Конет-ан-Валь     | 36                     | 11220           | 11083     |
| Лабастид-ан-Валь  | 75                     | 11220           | 11179     |
| Лаграс            | 615                    | 11220           | 11185     |
| Мейрон            | 40                     | 11220           | 11227     |
| Монлор            | 522                    | 11220           | 11251     |
| Прадель-ан-Валь   | 171                    | 11220           | 11298     |
| Рибот             | 227                    | 11220           | 11311     |
| Рьё-ан-Валь       | 84                     | 11220           | 11314     |
| Сен-Мартен-де-Пюи | 13                     | 11220           | 11354     |
| Сен-Пьер-де-Шан   | 127                    | 11220           | 11363     |
| Сервье-ан-Валь    | 250                    | 11220           | 11378     |
| Талеран           | 349                    | 11220           | 11386     |
| Ториз             | 64                     | 11220           | 11387     |
| Турниссан         | 215                    | 11220           | 11392     |
| Фажак-ан-Валь     | 30                     | 11220           | 11133     |

## Население
| 1962  | 1968  | 1975  | 1982  | 1990  | 1999  | 2006  | 2011  |
| ----- | ----- | ----- | ----- | ----- | ----- | ----- | ----- |
| 3 411 | 3 888 | 3 386 | 3 144 | 2 986 | 2 977 | 3 039 | 3 228 |

## Известные уроженцы
- Альбер Камбриэль